# Земельні права корінних народів
Земельні права корінних народів – права корінних народів на землю та природні ресурси в них, окремо або колективно, переважно в колонізованих країнах. Права на землю та ресурси мають фундаментальне значення для корінних народів з ряду причин, зокрема: релігійне значення землі, самовизначення, ідентичність та економічні фактори. Земля є основним економічним активом, і в деяких суспільствах корінних народів використання природних ресурсів землі та моря є основою їхнього господарства, тому попит на власність походить від необхідності забезпечити їм доступ до цих ресурсів. Земля також може бути важливим інструментом успадкування або символом соціального статусу. У багатьох корінних суспільствах, як-от у багатьох корінних австралійських народів, земля є невід'ємною частиною їхньої духовності та системи вірувань.
Земельні претензії корінних народів вирішувалися з різним ступенем успіху на національному та міжнародному рівнях з самого початку колонізації. Такі вимоги можуть ґрунтуватися на принципах міжнародного права, договорів, загального права або національних конституцій чи законодавства. Титул аборигенів (також відомий як титул корінного населення та інші терміни) — це доктрина загального права, згідно з якою земельні права корінних народів на звичайне володіння зберігаються після набуття суверенітету в умовах колоніалізму поселенців. Законодавче визнання та захист прав на землю корінного населення та громад продовжує залишатися серйозною проблемою, оскільки розрив між офіційно визнаними та звичайними земельними ділянками та керованими землями є значним джерелом недорозвиненості, конфліктів та погіршення стану навколишнього середовища.

## Міжнародне право
Основоположні документи щодо прав на землю корінних народів у міжнародному праві включають Конвенцію про корінні народи 1989 року («МОП 169»), Декларацію ООН про права корінних народів, Конвенцію про ліквідацію всіх форм расової дискримінації, Міжнародний пакт про громадянські та політичні права, Американська конвенція з прав людини та Американська декларація про права корінних народів [Архівовано 19 квітня 2022 у Wayback Machine.].

## Загальне право
Титул аборигенів, також відомий як титул корінного населення (Австралія), звичайний титул (Нова Зеландія), оригінальний індіанський титул (США), є доктриною загального права, згідно з якою земельні права корінних народів на звичайне володіння зберігаються після набуття суверенітету. Корінні народи також можуть мати певні права на землю Корони в багатьох юрисдикціях.

### Австралія
Земельні права корінного населення історично були підірвані різними доктринами, такими як terra nullius. латинський термін, що означає «нікому неналежна земля». У 1971 році група людей меріам в Австралії подала позов про право власності на свій острів Мер у Торресовій протоці. У своєму судовому позові вони заявили, що їхня земля за своєю природою та виключною власністю, проживає та керується людьми меріам, де вони історично керували своїми політичними та соціальними питаннями. Після багатьох років розгляду справи в судових судах і після смерті одного з позивачів (Едді Мабо) рішенням Високого суду було визнано право власності тубільців на землю та спростовано міф про нульову землю.

### Канада
Головною справою щодо права аборигенів у Канаді є Дельгамуукв проти Британської Колумбії (1997). Інший важливий випадок для аборигенів - це справа Цілхкот'ін Нейшн проти Британської Колумбії (2014).

### Латинська Америка
Оскільки політичні системи деяких латиноамериканських країн зараз стають більш демократичними та відкритими для того, щоб вислухати та прийняти погляди меншин, ці питання прав на землю явно випливали на поверхню політичного життя. Незважаючи на це нове «повторне визнання» потроху, корінні групи все ще є одними з найбідніших груп населення країн, вони часто мають менший доступ до ресурсів і мають менше можливостей для прогресу та розвитку. Правове становище прав корінного населення на землю в країнах Латинської Америки дуже різноманітне. На всьому континенті все ще існує дуже широкий діапазон прав, законів і визнання корінних народів. У 1957 році Міжнародна організація праці (МОП) ухвалила Конвенцію МОП № 107. Ця конвенція створила закони та норми для захисту та інтеграції корінних народів у незалежних країнах. Усі незалежні країни Латинської Америки та Карибського басейну того часу ратифікували цю конвенцію. З 1960-х років вони почали з визнання перших претензій корінного населення на землю з часів колоніальної епохи. У 1989 році МОП прийняла Конвенцію 169; Конвенція про корінні народи та народи, що ведуть племінне господарство в незалежних країнах, яка оновлює 107 МОП від 1957 року. У цій конвенції було визнано дуже тісний і важливий зв'язок між землею та ідентичністю, або культурною ідентичністю. Сьогодні цю конвенцію ратифікували 15 країн Латинської Америки та Карибського басейну. Навіть у країнах, де його було ратифіковано, обмежене виконання призвело до конфліктів через права на землю корінного населення, як-от протести на шахті Ескобаль у Гватемалі.

### Нова Зеландія
Права на землю корінного населення були визнані в договорі Вайтангі, укладеному між Британською короною та різними вождями маорі. Сам Договір часто ігнорували, але суди Нової Зеландії зазвичай визнавали існування права на батьківство. Суперечки щодо прав на землю корінних народів, як правило, обертаються навколо способів, за допомогою яких маорі втратили право власності, а не того, чи мали вони власність.

### Сполучені Штати
«Поряд із розстрілом корінних народів, найнадійніший спосіб убити нас — це відокремити нас від нашої частини Землі».
Основоположним рішенням щодо права аборигенів у Сполучених Штатах є справа Джонсон проти Макінтоша (1823), автором якого є головний суддя Джон Маршалл.
Корінні американці в Сполучених Штатах були в основному відведені в індіанські резервації, якими керують племена Бюро у справах індіанців Міністерства внутрішніх справ США.

## Цивільне право

### Бразилія
Земельні права корінних народів у Бразилії є і були постійною боротьбою для корінних бразильців, їх розглядали як групу меншини без прав і дискримінували. Дискримінація корінного населення існує з часів колонізації. У 1910 році через велику кількість насильства над корінним населенням була створена Служба захисту індіанців. Однак ця політика була неефективною та корумпованою і у 1967 році була замінена Національним індійським фондом. Ця політика працювала на інтеграцію корінного населення та фактично забирала їхню землю, щоб уряд міг процвітати за рахунок своїх ресурсів. У 1983 році було прийнято більше законів про демаркацію, ці закони не дозволяли білим поселенцям викрадати землі корінного населення та додатково вказували на кордони корінних земель. Однак іншим державним установам було дозволено вказувати кордони, на які сильно впливали сектори гірничодобувної промисловості. Лише 14% земель було розмежовано, а багато землі було втрачено видобувними компаніями.
У 1988 році Бразилія прийняла нову конституцію, в якій говорилося, що землі та культура корінних народів будуть захищені. Цей законопроєкт дозволив корінним жителям безпечно жити на своїй території, не боячись, що їхня земля чи ресурси будуть відібрані. Однак цей законопроєкт виявився набагато меншим успіхом, ніж він спочатку обіцяв, уряд Бразилії мав розмежувати всі території корінних народів до 1993 року, але за ці п’ять років вони розмежували лише 50% територій.
До 2017 року все ще мало вжито заходів щодо забезпечення прав на землю корінного населення в Бразилії. У 2017 році президент Бразилії оголосив дату припинення використання земель корінного населення. У законопроєкті зазначалося, що якщо корінні народи не перебували на своїй території до відсікання 1988 року, то це не їхня земля, яку необхідно розмежовувати. Через таке відрізання була призупинена демаркація 27 територій корінних народів, хоча причиною, чому вони не могли оголосити свою територію до 1988 року, була влада або тому, що вони не могли довести, що вони раніше там проживали. У лютому 2020 року президент Жаїр Болсонару запропонував законопроєкт 191/2020, який дозволить відкрити території корінного населення для видобутку корисних копалин і виробництва гідроелектростанцій. Цей законопроєкт викликав відштовхування з боку корінних громад, він загрожує здоров’ю їхньої землі та безпеці їхнього народу.

### Мексика
Через роки після мексиканської революції 1910 року відбулися аграрні реформи (1917–1934), а в статті 27 мексиканської конституції була скасована система енком’єнда і підтверджено право на комунальну землю для традиційних громад. Таким чином була створена система еджидо, яка на практиці мала включати в себе повноваження приватних інвестицій іноземних корпорацій та відокремлених власників, а також надавати корінному населенню право на ділянку землі для роботи та проживання.З 1980-х і 1990-х років економічна політика Мексики зосереджувалась більше на промисловому розвитку та залученні іноземного капіталу. Уряд Салінаса ініціював процес приватизації землі (через програму PROCEDE). У 1992 році, як (перед)умова для Мексики для вступу до Північноамериканської угоди про вільну торгівлю (НАФТА) з США і Канадою, статті 4 і 27 Конституції були змінені, за допомогою яких стала можлива приватизація комунальна земля еджидо. Це підірвало базову безпеку корінних громад щодо права власності на землю, і колишні ejidatorio тепер стали формально незаконними земельними сквотерами, а їхні громади — неформальними поселеннями (див. також конфлікт у Чьяпасі).

## Зовнішні посилання
- Фонд Rainforest Foundation США бореться за забезпечення прав на землю для корінних громад Латинської Америки [Архівовано 16 червня 2022 у Wayback Machine.]
- Декларація ООН про права корінних народів, прийнята Генеральною Асамблеєю, 13 вересня 2007 р. [Архівовано 14 січня 2012 у Wayback Machine.]